# بربيجل
اللِّيَاء أو لِياء شـَمَاليّ أو تعريبًا: البُربِيجَل (الاسم العلمي: Lamna nasus)، هو أحد أنواع الأسماك الغضروفية الشبيهة بالقروش، وتنتشر حول العالم وهو شائع بالتحديد في المياه الباردة. يتغذى البربيجل على أسماك الإسقمري والرنكة، كما يطارد الحبار، ومع أن البربيجل بطبيعته من ذوات الدم البارد؛ يستطيع البربيجل المحافظة على درجة حرارة جسمه أعلى قليلاً من درجة حرارة الماء من حوله ويسمح لذلك لعضلاته بالتقلص بشكل أسرع ليتمكنا من الانطلاق بسرعة عالية.
يلد البربيجل صغاراً أحياء، وتتغذى الصغار قبل ولادتها ببيض أمهاتها غير المخصب.